# 郑晶华
郑晶华（1916年—？），男，山西黎城人，中国政治人物，曾任中国地质工会全国委员会主席，第三、四、五届全国政协委员。